# Výjimečný trest
Výjimečný trest umožňuje uložit český trestní zákoník jako nejvyšší možnou formu trestu. V podstatě se jedná o trest odnětí svobody, který má ale značně zvýšenou trestní sazbu.

## Formy trestu
Jsou rozlišovány dvě formy tohoto trestu:
- trest odnětí svobody nad 20 až do 30 let, nebo
- trest odnětí svobody na doživotí.

Výjimečný trest v mírnější formě lze uložit jen tehdy, pokud je spáchaný zločin velmi závažný nebo pokud je možnost nápravy pachatele obzvláště ztížena. V případě doživotí pak dokonce jen za určité trestné činy a jestliže je spáchaný zločin mimořádně závažný vzhledem k zvlášť zavrženíhodnému způsobu provedení nebo k zvlášť zavrženíhodné pohnutce anebo k zvlášť těžkému a těžko napravitelnému následku, přičemž jeho uložení vyžaduje účinná ochrana společnosti, případně není naděje, že by pachatele bylo možno napravit výjimečným trestem ve zmíněné mírnější formě.

## Propuštění z trestu odnětí svobody na doživotí
I když je uložen výjimečný trest ve formě odnětí svobody na doživotí, je možné, že odsouzený bude nakonec propuštěn. Může mu být totiž udělena milost od prezidenta republiky (takovýmto příkladem je třeba Jiří Kajínek, který dostal milost od prezidenta Miloše Zemana), nebo může být vyhověno jeho žádosti o podmíněné propuštění. Tu ovšem může podat nejdříve po odpykání 20 (v případě přísnějšího doživotí 30) let trestu.